# Hamana helva
Hamana helva är en insektsart som beskrevs av Delong och Freytag 1966. Hamana helva ingår i släktet Hamana och familjen dvärgstritar. Inga underarter finns listade i Catalogue of Life.